# فرودگاه ریازان تورلاتوف
فرودگاه ریازان تورلاتوف (به روسی: Аэропорт Турлатово) فرودگاهی عمومی واقع در ریازان در کشور روسیه است.